# Siraman (Wonosari)
Siraman is een bestuurslaag in het regentschap Gunung Kidul van de provincie Jogjakarta, Indonesië. Siraman telt 5343 inwoners (volkstelling 2010).